# Was Marielle weiß
Was Marielle weiß is een Duitse film uit 2025, geschreven en geregisseerd door Frédéric Hambalek. De hoofdrollen worden vertolkt door Julia Jentsch, Felix Kramer en Laeni Geiseler.

## Verhaal
Julia en Tobias lijken het perfecte stel maar het fragiele evenwicht tussen de twee wordt verstoord wanneer hun 12-jarige dochter Marielle plotseling telepathische gaven ontwikkelt, waardoor ze alles kan zien en horen wat haar ouders doen. Ze realiseren zich al snel dat de vele leugens waarmee ze leven niet langer voor Marielle verborgen kunnen blijven en dat leidt tot steeds ongemakkelijkere en absurdere situaties.

## Rolverdeling
| Acteur            | Personage |
| ----------------- | --------- |
| Julia Jentsch     | Julia     |
| Felix Kramer      | Tobias    |
| Laeni Geiseler    | Marielle  |
| Mehmet Ateşçi     | Max       |
| Moritz Treuenfels | Sören     |

## Productie
Was Marielle weiß is een productie van Walker + Worm Film in coproductie met Zweites Deutsches Fernsehen (ZDF) en met financiële steun van het FFA (Filmförderungsanstalt) en het DFFF (Deutscher Filmförderfonds). De wereldwijde verkooprechten zijn in handen van het Franse Lucky Number.

### Filmopnames
De filmopnames gingen door van 27 februari tot 25 maart 2024. Er werd gefilmd in Eching bei Landshut en in de omgeving van München, in de Duitse deelstaat Beieren.

## Release
Was Marielle weiß ging op 17 februari 2025 in première op het Internationaal filmfestival van Berlijn in de competitie voor de Gouden Beer.

## Prijzen en nominaties
De belangrijkste:
| Jaar | Prijs                                   | Categorie   | Genomineerde(n)   | Uitslag     |
| ---- | --------------------------------------- | ----------- | ----------------- | ----------- |
| 2025 | Internationaal filmfestival van Berlijn | Gouden Beer | Frédéric Hambalek | Genomineerd |